# Robert Mulligan
Pour les articles homonymes, voir Mulligan.
Robert Mulligan (né le 23 août 1925 à New York, mort le 20 décembre 2008 à Lyme, Connecticut) est un réalisateur américain de cinéma et de télévision.

## Biographie

### Carrière
Né dans le quartier du Bronx à New York, Mulligan étudie à la Fordham University avant de servir dans les Marines durant la Seconde Guerre mondiale. À la fin de la guerre, il obtient un poste au département éditorial du New York Times, poste qu'il abandonne pour poursuivre une carrière à la télévision.
Employé par la chaîne CBS, c'est au bas de l'échelle que Mulligan commence sa carrière télévisuelle, comme coursier. Il gravit les échelons, apprenant le métier sur le tas, et finit, en 1948, par diriger plusieurs séries importantes. Ainsi en 1953, il réalise l'épisode The Adventure of the Black Baronet de la série Suspense inspirée d'une nouvelle d'Adrian Conan Doyle. En 1960, il remporte un Emmy Award pour The Moon and Sixpence (1959), un téléfilm qui marque les débuts à la télévision américaine de Sir Laurence Olivier.
En 1957, Robert Mulligan met en scène son premier long-métrage pour le cinéma, Prisonnier de la peur (Fear Strikes Out), adapté de l'histoire authentique d'un joueur de baseball atteint d'une grave maladie mentale.
Cinq ans plus tard, il est unanimement salué par la critique, nommé à la fois pour l'Oscar du meilleur réalisateur et le Golden Globe du meilleur film dramatique pour Du silence et des ombres (To Kill a Mockingbird). Le film remporte trois Oscars, dont celui de l'acteur masculin décerné à Gregory Peck. Vu à travers le regard d'une petite fille, le film vaut autant comme dénonciation du racisme dans une Amérique encore entachée de ségrégationnisme que pour la manière dont le réalisateur dépeint l'innocence d'un enfant confronté à la dureté, voire à l'horreur du monde réel.
En 1967, Mulligan présente Escalier interdit, un drame social sur une jeune institutrice idéaliste, incarnée par Sandy Dennis, qui, pour son premier travail, se retrouve à enseigner dans un quartier défavorisé. En 1971, Mulligan obtient un grand succès avec le drame sentimental Un été 42, qui lui vaut l'année suivante une nouvelle nomination pour le Golden Globe du meilleur réalisateur. Le film décrit la relation entre en adolescent timide et une jeune femme dont le mari est à la guerre. La musique du film, composée par Michel Legrand, obtient l'oscar de la meilleure musique de film pour l'année 1972.
Mulligan tourne ensuite L'Autre, un thriller inquiétant sur le thème du dédoublement de personnalité et dont le personnage central est à nouveau un enfant. En 1978, il réalise la comédie sentimentale Même heure, l'année prochaine, adaptation d'une pièce à succès de Bernard Slade.
Après Kiss Me Goodbye, une comédie fantaisiste, Mulligan reste quelques années inactif. Il effectue un retour en 1988 avec Le Secret de Clara, film à nouveau centré sur un adolescent. L'adolescence est aussi un thème abordé dans ce qui sera son dernier film, Un été en Louisiane, sorti en 1991. Reese Witherspoon, alors âgée de 14 ans, y tient son premier rôle au cinéma.

### Thématique
Mulligan a souvent exploré, et en tout cas dans ses films les plus connus, les thèmes de l'enfance et de l'adolescence — dans Du silence et des ombres, Un été 42, L'Autre, Un été en Louisiane… — avec une approche sensible et nuancée. On assiste alors souvent à la confrontation de l'innocence avec la réalité (de l'amour, du désir, de la mort, de l'environnement social…) mais aussi de l'innocence avec la culpabilité.
Du silence et des ombres est considéré comme un film phare aux États-Unis (c'est beaucoup moins le cas ailleurs), un symbole culturel, au même titre que peut l'être par exemple — mais avec des significations bien entendu très différentes — le roman de Salinger L'Attrape-cœurs.

### Vie privée
Il est le frère de l'acteur Richard Mulligan, qui est surtout connu pour ses rôles de Burt Campbell dans la sitcom Soap et celui du Dr Harry Weston dans La Maison en folie.

## Filmographie partielle
- 1957 : Prisonnier de la peur (Fear Strikes Out) avec Anthony Perkins et Karl Malden
- 1959 : The Moon and Sixpence (téléfilm)
- 1960 : Les Pièges de Broadway (The Rat Race)
- 1961 : Le Rendez-vous de septembre (Come September)
- 1961 : Le Roi des imposteurs (The Great Impostor)
- 1962 : L'Homme de Bornéo (The Spiral Road)
- 1962 : Du silence et des ombres  (To Kill a Mockingbird)
- 1963 : Une certaine rencontre (Love with the Proper Stranger)
- 1965 : Le Sillage de la violence (Baby, the Rain Must Fall)
- 1965 : Daisy Clover (Inside Daisy Clover)
- 1967 : Escalier interdit (Up the Down Staircase)
- 1969 : L'Homme sauvage (The Stalking Moon)
- 1971 : Un été 42 (Summer of '42)
- 1971 : The Pursuit of Happiness
- 1972 : L'Autre (The Other)
- 1974 : The Nickel Ride (The Nickel Ride)
- 1978 : Les Chaînes du sang (Bloodbrothers)
- 1978 : Même heure, l'année prochaine (titre québécois) (Same Time, Next Year)
- 1982 : Kiss Me Goodbye
- 1988 : Le Secret de Clara (Clara's Heart)
- 1991 : Un été en Louisiane (The Man in the Moon)